# Hypsiboas rubracylus
Hypsiboas rubracylus es una especie de anfibios de la familia Hylidae.
Habita en Colombia y posiblemente en Ecuador.
Sus hábitats naturales incluyen bosques tropicales o subtropicales secos y a baja altitud, marismas de agua dulce y corrientes intermitentes de agua. Está amenazada de extinción por la destrucción de su hábitat natural.